# Guadalupe Nettel

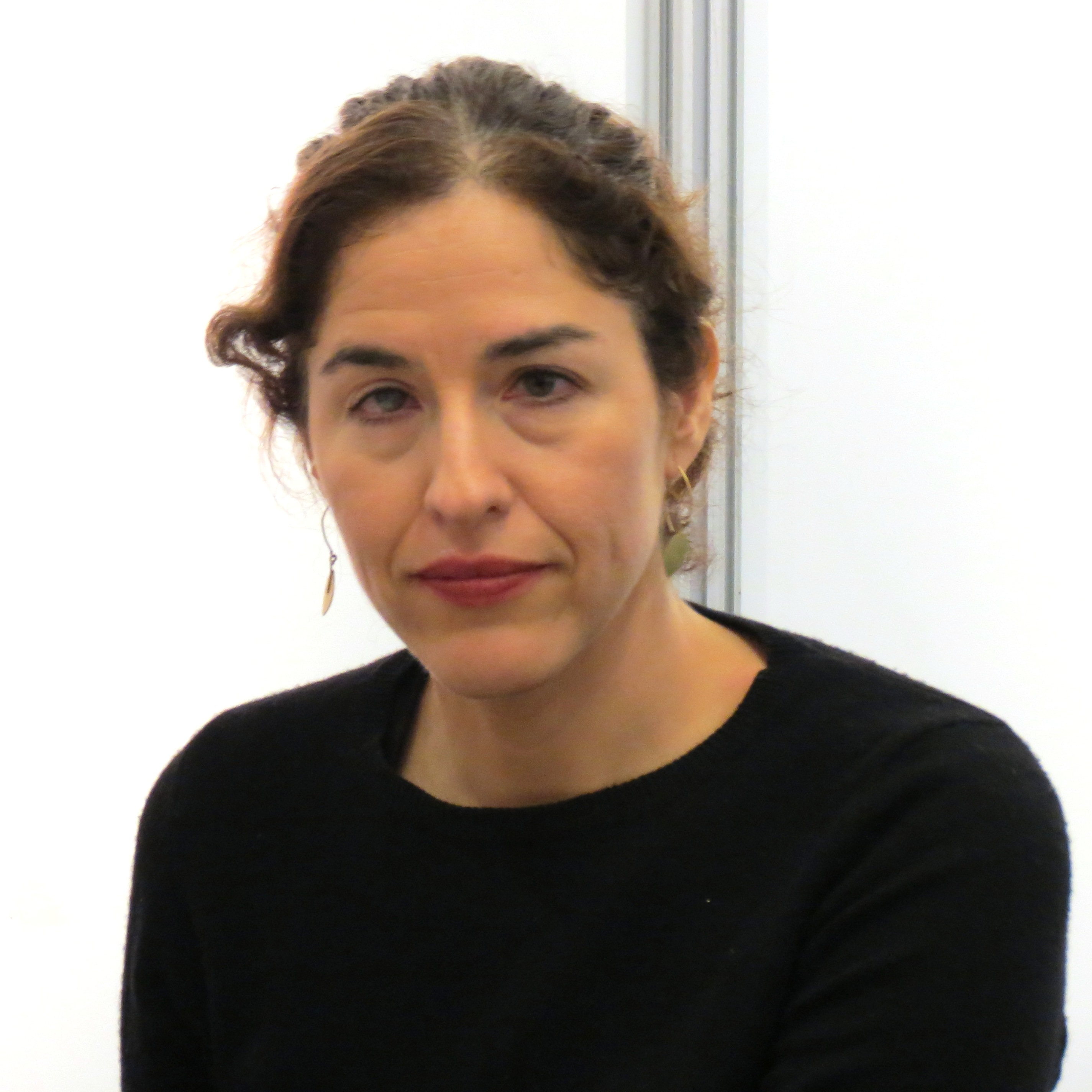
Guadalupe Nettel 2015.

Guadalupe Nettel (Cidade do México, 1973) é uma escritora mexicana.
Ganhou o prêmio Antonin Artaud e o Prêmio Nacional de Literatura Gilberto Owen com sua coletânea de contos Pétalos y otras historias incómodas. Estreou no romance com El huésped, finalista do Prêmio Herralde em 2005. Recebeu ainda o prêmio Anna Seghers, na Alemanha.
Fez doutorado em ciências da linguagem na École des Hautes Études en Sciences Sociales de Paris.

## Obras

### Romances
- El Huésped (2006) - Editorial Anagrama
- El cuerpo en que nací (2011) - Editorial Anagrama

### Contos
- Juegos de Artificio (1993) - Instituto Mexiquense de Cultura
- Les jours fossiles (2003)
- Pétalos y otras historias incómodas (2008) - Anagrama
- El matrimonio de los peces rojos (2013) - Páginas de Espuma

### Ensaios
- Para entender a Julio Cortázar (2008)